# مدرسة العين الإنجليزية
مدرسة العين الإنجليزية هي مدرسة دولية تقع في أبوظبي، الإمارات. تأسست في عام 1979.

## الروابط الخارجية
- الموقع الرسمي
- الصفحة الرسمية على فيس بوك